# Plaza Guadalajara
La Plaza Guadalajara o Plaza de los Laureles se encuentra en la ciudad de Guadalajara, Jalisco, México, en el centro histórico.

## Historia
La manzana que abarca la plaza hoy en día ha sido testigo de muchos edificios que servían diferentes usos. Desde como 1617 durante la época virreinal la manzana era ocupada por la caja real de Guadalajara. Frente a la catedral existía un espacio conocido como la Plazoleta de la Catedral que servía como un atrio para ésta.
Alrededor de 1890 en la esquina de Morelos y Pedro Loza se construyó el Banco de Londres y México. Posteriormente fue renovado e inaugurado en 1913 como el Cine Lux, el más fino de su época en toda la ciudad.
El gobernador José de Jesús González Gallo como parte de su gran renovación urbana del centro histórico contrató al arquitecto Ignacio Díaz Morales para crear nuevos espacios públicos y mejoramiento del tráfico en la zona. En el proceso fue demolido el Cine Lux para crear la nueva plaza. Originalmente se construyó un estacionamiento subterráneo para ayudar con la creciente demanda automovilística. La fuente que existe sobre la plaza fue construida entre 1953 y 1955 en homenaje a los 400 años desde la fundación de la ciudad. El estacionamiento subterráneo ahora sirve como un centro comercial con diversos locales. Muchos de estos negocios antes eran puestos abiertos al aire que fueron movidos de las calles para mejorar la imagen urbana de la ciudad.

## Entorno
La Plaza Guadalajara se encuentra rodeada de edificios de relevancia histórica y cultural. Entre ellos se encuentra la Catedral Metropolitana, sede de la Arquidiócesis de Guadalajara, el Sagrario Metropolitano, el Palacio Municipal y el Templo de la Merced.
Forma parte de la cruz de plazas del centro histórico, junto a la Plaza de Armas, la Plaza de la Liberación y la Rotonda de los Jaliscienses Ilustres.